# Maâtkarê
Pour les articles homonymes, voir Maâtkarê (homonymie).
Maâtkarê, reprenant le nom de la reine Hatchepsout, fut la première des divines adoratrices d'Amon, à Thèbes, ouvrant une dynastie de prêtresses attachées à préserver la tradition. Cette institution dérive de celle de « l'Épouse du dieu », et deviendra, vers la fin de la XXIIe dynastie, la plus haute instance religieuse après celle de Pharaon. Pour preuve, le changement important par rapport à « l'Épouse du dieu » : le nom de la souveraine de Thèbes est inscrit dans un cartouche.

## Généalogie
Maâtkarê est la fille de Pinedjem Ier et d'Hénouttaouy Ire, cette dernière portant d'ailleurs le titre « Mère de l'épouse divine d'Amon ».

## Biographie
Très tôt dans le pontificat de Pinedjem Ier, ce dernier installe sa fille Maâtkarê dans la fonction de « divine adoratrice d'Amon »,  elle prend alors le nom de Moutemhat. Elle reste à ce poste jusqu'au pontificat de son neveu Pinedjem II. Elle est remplacée par Hénouttaouy, fille probable de Pinedjem II.

## Sépulture
La momie de Maâtkarê a été découverte en 1881, dans la cache de Deir el-Bahari. On découvrit des restes de bandelettes placés à ses pieds, et les égyptologues pensèrent qu'il devait s'agir d'un enfant. Cette interprétation fut d'abord confirmée par des analyses de la momie, qui laissaient supposer que Maâtkarê était morte en couches. Mais de récentes recherches, par rayons X, ont permis de déterminer que la petite momie était celle d'un singe, d'un babouin.
Bien qu'il existe plusieurs théories, la présence de cet animal reste inexpliquée, autant que la grossesse de Maâtkarê, les divines adoratrices étant, en tant qu'épouses du dieu Amon-Râ, vouées au célibat. Rien dans le matériel funéraire n'apporte d'éclairage sur cette grossesse, ni sur l'identité du père. On ne trouva que des statuettes Ouchebti, une figurine du dieu Osiris, et un exemplaire du livre des morts sur papyrus.
Son corps fut pillé dans l'Antiquité, et il ne restait, lors de sa redécouverte, qu'une amulette et trois anneaux d'or et d'argent de son apparat funéraire sans doute opulent.